# 헥셔 올린 모형
헥셔 올린 모형(Heckscher-Ohlin model, H-O model)은 경제학자 일라이 헥셔와 베르틸 올린이 고안해낸 단순한 국제무역이 가능한 경제모형으로, 데이비드 리카도가 주장한 비교우위의 발생원인을 규명하기 위해 사용되었다. 이 모형을 통해 헥셔 올린 정리, 요소가격 균등화 정리, 스톨퍼 사무엘슨 정리, 립진스키정리 등의 분석결과등이 도출되었으며, 레온티에프는 이모형을 실제 미국의 무역 통계분석에 적용한 결과 헥셔올린정리와는 상반되는 결과가 나오는 레온티에프의 역설이라는 실증결과등이 발표되었다.

## 모형의 가정
- 2국 - 2재화 - 2요소 존재
- 양국의 생산함수가 동일
- 생산함수는 규모에 대한 수익불변, 수확체감의 법칙 성립
- 두나라의 부존자원 비율은 상이함
- 국가간 생산요소 이동은 불가능
- 두재화의 요소집약도는 상이함
- 생산물시장과 생산요소시장은 완전경쟁시장
- 두나라의 수요상태가 동일(즉 양국의 사회무차별곡선이 동일)
- 수송비와 무역장벽이 존재하지 않는다.

## 도출

헥셔-올린 모형의 도출 과정

먼저, A국은 노동이 풍부한 국가로, B국은 자본이 풍부한 국가로 가정하며, X재는 노동을 집약적으로 사용하는 재화로, Y재는 자본을 집약적으로 사용하는 재화로 가정한다. 이 경우 A국은 X재에 편향적인 생산가능곡선을, B국은 Y재에 편향적인 생산가능곡선을 갖는다.
무역이 없는 경우에는 각국은 생산가능곡선과 무차별곡선이 접하는 점에서 생산, 소비하게 된다. 무역을 하는 경우 국제 시장 가격이 결정되는 것에 따라 각국의 생산가능곡선 바깥에서 소비할 수 있는 가능성이 열리게 된다. 어떤 재화에 대해서 자국에서 생산량이 소비량보다 많으면 그 재화를 수출하고, 소비량이 생산량보다 많은 재화를 수입할 것이다. 오른쪽의 그림에서 A국은 X재를 수출하고 Y재를 수입하며, B국은 Y재를 수출하고 X재를 수입할 것이다. 헥셔-올린 모형의 균형 상대 가격은 각 재화에 대한 수출량과 수입량이 일치하는 점에서 결정된다. 
헥셔-올린 모형에서 다음과 같은 결론을 도출할 수 있다. 각국은 상대적으로 풍부한 요소를 집약적으로 사용하는 재화를 수출하고, 상대적으로 희소한 생산요소를 집약적으로 사용하는 재화를 수입한다. 이를 헥셔-올린 정리(Heckscher-Ohlin theorem)라고 한다.:98

## 따름정리

### 스톨퍼-새뮤얼슨 정리
스톨퍼-새뮤얼슨 정리는 상대 가격이 상승하면 그 재화에서 집약적으로 사용하는 생산 요소의 실질 가격이 상승하고, 나머지 생산 요소의 실질 가격은 하락한다는 정리이다.:114
각국의 생산요소의 집약도는 다음 식과 같이 표현할 수 있다.
{\displaystyle {\frac {L_{X}}{K_{X}}}{\frac {K_{X}}{K}}+{\frac {L_{Y}}{K_{Y}}}{\frac {K_{Y}}{K}}={\frac {\bar {L}}{\bar {K}}}}
이는 각 재화의 자본 대비 노동으로 표시한 요소집약도를 각 재화에 배분되는 자본의 비율로 가중평균한 것이다. X재의 가격 상승은 다음과 같은 파급 효과를 일으킨다. 노동집약재인 X재의 가격 상승으로 생산요소가 X재에 투입되는 비중이 더 커지므로, 임금-임대료 비율은 높아지게 된다. 임금-임대료 비율이 높아지면, 두 재화 모두에서 노동-자본 비율이 낮아지는 대체 현상이 일어난다. 노동-자본 비율이 낮아져 노동의 한계생산성은 상승하고, 자본의 한계생산성은 하락한다. 결과적으로 실질임금은 상승하고, 실질자본임대료는 하락하게 된다.
무역이 이루어지면 풍부한 생산요소를 공급하는 사람은 생산요소의 실질 가격이 상승하는 이익을 얻고, 희소한 생산요소를 공급하는 사람은 생산요소의 실질 가격이 하락하는 손해를 보게 된다는 시사점을 얻을 수 있다.

### 립진스키 정리
립진스키 정리는 세계 시장 가격이 변화하지 않을 경우에 어느 한 생산요소의 양이 증가하였을 때 증가한 생산요소를 집약적으로 사용하는 재화의 생산량은 늘어나고, 다른 재화의 생산량은 줄어든다는 것을 보인 정리이다. 이 정리는 생산요소의 변화가 세계 시장 가격에 영향을 미치지 못하는 소국개방경제에서 적용된다. 저축률(투자율)이 높은 국가는 자본축적이 빠르게 이루어지므로 자본집약적 재화를 주로 생산하고, 저축률이 낮은 국가는 노동집약적 재화를 주로 생산하는 경향을 보이게 된다.

## 같이 보기
- 자유무역
- 비교우위